# 내털리 홀
내털리 홀(Natalie Hall, 1990년 1월 25일 ~ )은 캐나다의 배우이다.